# Архистратиг Михаил (инвестиционная монета)
Архистратиг Михаил — первая и по состоянию на 2013 год единственная украинская инвестиционная монета. Впервые поступила в продажу 17 февраля 2012 года.
Монеты всех номиналов выполнены в качестве анциркулейтед и имеют чистоту драгоценного металла 99,99 %, то есть относятся к инвестиционным монетам высшей пробы.

## Описание
Аверс. В восьмиугольном обрамлении на щите изображена эмблема Национального банка Украины — аллегорические фигуры грифонов, между которыми изображена гривна. По кругу надпись: укр. НАЦІОНАЛЬНИЙ БАНК УКРАЇНИ. Внизу дата: 2011, 2012 или 2013
Реверс. В центре: Архистратиг Михаил. По кругу надпись: укр. …ЗА НАС І ДУШІ ПРАВЕДНИХ, І СИЛА АРХІСТРАТИГА МИХАЇЛА (цитата из поэмы Шевченко «Гайдамаки»)

## История
Национальный банк Украины устанавливает цены покупки и продажи инвестиционных монет «Архистратиг Михаил» с номиналами 20 гривен
(золото, 31,1 г.), 5 гривен (золото, 7,78 г.) и 1 гривна (серебро, 31,1 г.) с 6 февраля 2012 года, с номиналами 10 гривен (золото, 15,55 г.) и 2 гривны (золото, 3,11 г.) — с 10 августа 2012 года.